# درست‌سران
دُرُست‌سَران (نام علمی: Holocephali) نام یک زیررده از رده غضروف‌ماهیان است.
درست‌سران جفت شکاف آبششی با سرپوش آبششی دارند. ۴ جفت آبشش دارند ولی فقط ۱ جفت شکاف آبششی دارند. سرپوش آبششی (اوپرکولوم) دارند. سوراخ اسپیراکل در عقب چشم  و فلس و کلواک ندارند، نرها بر روی سر و باله‌ها کلاسپر و همچنین اندامی چسبنده بر روی جلوی سر به نام تناکولوم Tenaculum دارند. دارند، معده مشخص ندارند و دندان کم دارند. از این ماهیان می‌توان به ماهی دم موشی اشاره کرد که دمی نازک و کشیده دارد.